# Kasur
Kasur (Urdu, Panjabi قصور) ist eine Stadt in Pakistan mit etwa 358.000 Einwohnern. Die Stadt liegt in der Provinz Punjab.

## Etymologie
Kasar ist der Plural von Kasur, das vom arabischen Wort qasur (قصور) hergeleitet wird und übersetzt so viel wie „Palast“ heißt oder im Plural „Paläste“. Eine weitere Theorie besagt, dass die Stadt von Kasur gegründet wurde, dem Sohn von König Ram, der seinen Sohn Kasurpur nach der Stadt benannt hat – während dessen Bruder Loh nach Lahore benannt wurde.
Gemäß indischer Mythologie wurde Kasur jedoch von Prinz Kusha als dessen Hauptstadt gegründet, während sein Bruder Lava Lahore gegründet haben soll. Die beiden Zwillingen sind Söhne von Rama, der siebten Inkarnation von Vishnu, und Sita, der hinduistischen Göttin der Landwirtschaft.

## Geografie
Kasur liegt am östlichen Rand der Provinz Punjab, in der Nähe der Grenze zu Indien, die nur wenige Kilometer östlich der Stadt liegt. Es gibt jedoch keinen offiziellen Grenzübergang in der Nähe zur Stadt und so auch keine Verbindung zur nächstgelegenen indischen Ortschaft Khem Karan. Der nächstgelegene Grenzübergang ist der rund 13 Kilometer südlich gelegene Kasuar-Ganda Singh Grenzübergang.
Die nächstgrößere Stadt ist Lahore, dass rund 55 km nördlich der Stadt liegt.

## Geschichte
Über die genaue Gründung der Stadt ist nur wenig bekannt. Kasur wurde von Historikern als eine der Orte identifiziert, die im 7. Jahrhundert vom chinesischen Pilger Howang Tsang besucht wurden. Im Jahr 1005 wurde die Region von den Sultan Sebuktegin erobert. Kasur stand in den Folgejahren unter der Herrschaft des Sultanat Delhi und war später Teil des Mogulreich. Während dieser Zeit war die Stadt ein Handels- und Wirtschaftszentrum. Mit der Eroberung der Region durch sogenannte sufistische Heilige wurde die Region vorwiegend muslimisch.
In der Geschichtsschreibung taucht der Ort selbst aber erst später auf, als die Stadt ungefähr im Jahr 1525 vom Paschtunen-Stamm der Kheshgi, die östlich des Indus herkamen, als Kolonie gegründet wurde. Dies dürfte entweder in die Herrschaftszeit von Babar oder seines Enkels Akbar gefallen sein. Die Pashtunen errichteten in der Stadt 12 kleine Festungen, die im persischen Qasar genannt wurden.
Nach dem Fall des Mogulreich war die Stadt zeitweise unter Herrschaft der Sikh. 1747 wurde die Stadt von einer Armee unter der Führung von Jassa Singh Ahluwalia geplündert. In den Jahren 1763 und 1770 wurde Kasur von der Bhangi Konföderation, einem der 12 unabhängigen Staaten des Sikhreiches, erstürmt und war danach eine Zeit lang Teil des Sikhreiches. Jedoch waren diese vor Ort mit dem Widerstand der Paschtunen konfrontiert, die im Jahr 1794 die Stadt wieder befreien und anschließend halten konnten. Im Jahr 1807/1830 wurde Kasur ein Teil des Königreich Lahore unter Ranjit Singh.
Während der Zeit von Britisch-Indien, ab 1847, gehörte die Stadt zum Herrschaftsgebiet des Kolonialstaates. Seit 1885 ist die Stadt eine eigenständige Gemeinde. Mit der Gründung Pakistans wurde die Stadt ein Teil des neuen Staates.

## Bevölkerung
Beim Zensus 2017 wurden in der Stadt 358.293 Einwohner gezählt. Die Durchschnittshaushaltsgröße betrug 6,2 Personen. Seit dem letzten Zensus, bei dem 1998 245.321 Einwohner in der Stadt gezählt wurden, stieg die Bevölkerungszahl in den letzten rund 20 Jahren somit über 110.000 Einwohner an.
Der größte Stamm sind dabei die Rajputs, die rund 32 % der Bevölkerung im Distrikt Kasur stellen, dicht gefolgt von Arain, die 30 % der Stimmbevölkerung stellen. Weitere Stämme mit größerem Bevölkerungsanteil umfassen die Jats mit 10 % und die Dogars mit 4 %. Weitere anwesende Stämme umfassen die Ansari, Sheikh und Pathan. Ein Teil der Bevölkerung migrierte dabei während der Gründung Pakistans vom Osten her in die Stadt.

## Klima
|                        | Jan  | Feb  | Mär  | Apr  | Mai  | Jun  | Jul   | Aug   | Sep  | Okt  | Nov  | Dez  |   |       |
| Mittl. Temperatur (°C) | 12   | 16   | 21   | 27   | 32   | 34   | 32    | 31    | 29   | 25   | 19   | 13   | ⌀ | 24,3  |
| Mittl. Tagesmax. (°C)  | 19   | 23   | 28   | 35   | 40   | 40   | 36    | 35    | 35   | 32   | 27   | 21   | ⌀ | 30,9  |
| Mittl. Tagesmin. (°C)  | 6    | 9    | 14   | 20   | 25   | 27   | 27    | 26    | 24   | 18   | 12   | 7    | ⌀ | 18    |
|                        |      |      |      |      |      |      |       |       |      |      |      |      |   |       |
| Niederschlag (mm)      | 14,7 | 23,0 | 22,2 | 17,2 | 15,4 | 45,2 | 110,9 | 104,3 | 52,0 | 10,9 | 4,1  | 7,3  | Σ | 427,2 |
|                        |      |      |      |      |      |      |       |       |      |      |      |      |   |       |
| Sonnenstunden (h/d)    | 10,4 | 11,1 | 12,0 | 13,0 | 13,8 | 14,1 | 13,9  | 13,2  | 12,3 | 11,4 | 10,6 | 10,2 | ⌀ | 12,2  |
|                        |      |      |      |      |      |      |       |       |      |      |      |      |   |       |
| Regentage (d)          | 2,6  | 3,1  | 3,6  | 2,9  | 3,0  | 6,4  | 12,8  | 11,2  | 5,6  | 1,6  | 0,8  | 1,7  | Σ | 55,3  |

| 6 |

| 9 |

| 14 |

| 20 |

| 25 |

| 27 |

| 27 |

| 26 |

| 24 |

| 18 |

| 12 |

| 7 |

| 6 |

| 9 |

| 14 |

| 20 |

| 25 |

| 27 |

| 27 |

| 26 |

| 24 |

| 18 |

| 12 |

| 7 |

## Bekannte Einwohner
Einer der bekanntesten Einwohner Kasurs war der Philosoph, Sufi-Dichter und Heiliger Bulleh Shah (1680–1757), der in der Stadt lebte und dessen Grab sich auch heute noch in Kasur befindet. Ein weiterer bekannter sufistischer Heiliger und Imam der Stadt, dessen Schrein sich in der Stadt befindet, war der im 17. Jahrhundert lebende Hafiz Ghulam Murtaza.

### Söhne und Töchter der Stadt
- Fateh Muhammad Sial (1887–1960), indischer Missionar
- Bade Ghulam Ali Khan (1902–1968), indischer Sänger
- Barkat Ali Khan (1908–1963), pakistanischer Sänger und jüngerer Bruder von Bade Ghulam.
- Noor Jehan (1926–2000), indisch-pakistanische Sängerin und Schauspielerin
- Irshad Ahmed Haqqani (1928–2010), pakistanischer Journalist und Politiker
- Pran Kumar Sharma (1938–2014), indischer Cartoonzeichner
- Sardar Asif Ahmad Ali (1940–2022), pakistanischer Politiker
- Ahmed Raza Khan Kasuri Kheshgi (* 1940), pakistanischer Politiker
- Najam Sethi (* 1948), pakistanischer Journalist
- Mehboob Ali (* 1990), pakistanischer Leichtathlet